# Sven Grassman
Sven Harald Valter Grassman, född 3 mars 1940 i Tyska S:ta Gertruds församling, Stockholm, död 27 augusti 1992 i Danderyds församling, Stockholms län, var en svensk nationalekonom och socialdemokrat. Han var son till den tyske journalisten och pressattachén Paul Grassmann och bror till journalisten Gösta Grassman.
Sven Grassman studerade vid Handelshögskolan i Stockholm och genomgick därefter forskarutbildning i nationalekonomi vid Stockholms universitet, där han 1973 blev filosofie doktor. Efter en tid vid University of California, Berkeley, återvände han till Sverige och IIES, Institutet för internationell ekonomi vid Stockholms universitet. Han uppnådde snabbt positionen som biträdande chef vid institutet, vars chef var Assar Lindbeck. I slutet av 1970-talet uppstod en uppslitande konflikt mellan Grassman och Lindbeck som under 1979-1980 ledde till att styrelsen för IIES avlägsnade Grassman från ställningen som biträdande chef, och flyttade honom till ett tjänsterum på annan adress än IIES övriga personal. Kontroversen och IIES-kollegornas åsikter i sak om den finns dokumenterad i en så kallad vitbok som producerades av Stockholms universitet i början av 1980-talet, medan Grassmans perspektiv finns dokumenterat i en artikel i Ordfront Magasin våren 1993.
I slutet av 1970-talet var frågan om Sveriges utlandsskuld aktuell i den politiska debatten. Grassman kunde då påvisa att mycket av debatten och den ekonomiska politiken byggde på grova fel i Riksdagens officiella statistik. De felaktiga siffrorna fick Sveriges underskott i bytesbalansen att se mycket större ut än jämförbara länder i omvärden. Även gällande siffrorna för landets utlandsställning och företagens driftsöverskott redovisade officiella statistiken inkorrekta siffror. Grassman hävdade att detta var en grov svartmålning av svensk ekonomi som användes för att motivera en ny och hårdare ekonomisk politik Han fick rätt i den efterföljande debatten och regering och riksbank reviderade sina siffror.
Grassman fortsatte vara aktiv vid Institutet, men orienterade sig i allt större utsträckning bort från det forskningsfält han doktorerat i (internationell handelsteori). Han koncentrerade i stället sitt författarskap i allt större utsträckning på böcker och artiklar om svensk politik och den ekonomiska utvecklingen i Sverige. Han gav allt som allt ut sju böcker: Det tysta riket, 1981, Makten över våra tankar, 1983, Det plundrade folkhemmet, 1985, Till en kvinnlig vikarie, 1987, Bokslut, 1988, Krisen. En svensk saga, 1991, och Från det lydiga landet, 1991.
I valrörelsen 1991 kandiderade Grassman till Riksdagen för Vänsterpartiet medan han formellt kvarstod som medlem av Socialdemokraterna. Hans kandidatur väckte medial uppmärksamhet men efter hot om uteslutning från det socialdemokratiska partiet valde Grassman att dra tillbaka sin kandidatur.
Vid samma tidpunkt arbetade Grassman på en bok om svensk kommunal ekonomi samt påbörjade arbetet med en ekonomisk lärobok, som han aldrig hann färdigställa. Hans sjukdom kom i vägen och han gick bort, 52 år gammal, i augusti 1992. Han är begraven på Bromma kyrkogård.